# Рыбники (станция)
Ры́бники — припортовая железнодорожная станция с пассажирским сообщением на линии Угловая — Мыс Астафьева Владивостокского отделения ДВЖД.
Осуществляет приём, расформирование, формирование и отправление грузовых поездов по обслуживанию Рыбного порта и Приморского завода. Основные грузы: каменный уголь и нефтепродукты. Относится к узловой станции Находка Партизанской дистанции пути. Парк станции объединяет 8 приёмо-отправочных и сортировочных путей полезной длиной 624—841 метр.
Станция Рыбники (код № 98530) и Рыбники-экспорт (код № 98510) осуществляет приём и выдачу грузов повагонными и мелкими отправками, загружаемых целыми вагонами, только на подъездных путях и путях необщего пользования.
На станции останавливается электричка, следующая из Партизанска на Мыс Астафьева и в обратном направлении утром и вечером. Рядом находится автобусная остановка Моручилище.